# Louis-Gaston Pelloux
Pour les articles homonymes, voir Pelloux.
Louis-Gaston Pelloux, né le 1er juillet 1932 à Oran et mort le 10 décembre 2020 à Paris, est un homme d'affaires français. Il fonde en 1960 le groupe Pelloux, spécialisé dans l'immobilier.

## Carrière
En 1965, Louis-Gaston Pelloux réalise ses premières opérations financières à La Défense[réf. nécessaire].
En 1999, il devient président de l'Union économique et sociale pour le logement (UESL)[réf. nécessaire].
Il crée en 2009 Cercle 5053, une association regroupant des associés de la SCPI l'Épargne foncière.
Amateur d'art contemporain, il crée le think tank La Défense de l'art en 2009, : Louis-Gaston Pelloux souhaite utiliser le centre national des arts plastiques pour « créer du lien social avec les artistes vivants et valoriser l'image des entreprises de La Défense. » .
Il meurt le 10 décembre 2020,.